# Albert Ullrich (Fußballspieler)
Albert Ullrich (* 22. Oktober 1952) ist ein ehemaliger deutscher Fußballspieler. In der höchsten Spielklasse des DDR-Fußballs, der Oberliga, spielte er für den BFC Dynamo.

## Sportliche Laufbahn

### Gemeinschafts- und Clubstationen
Seit 1966 gehörte Albert Ullrich, dessen 1. Gemeinschaft die SG Dynamo Berlin Mitte war, dem Nachwuchsbereich im hauptstädtischen Fußballclub der Sportvereinigung Dynamo an. Im Männerbereich spielte er Anfang der 1970er-Jahre mit der BFC-Reserve in der zweitklassigen Liga. Sowohl 1971/72 als auch 1972/73 gelang ihm mit der Zweitvertretung der Dynamos der Staffelsieg, aber da die Elf nicht aufstiegsberechtigt, nahm sie nicht an den der regulären Saison folgenden Aufstiegsrunden teil. Ullrich selbst gelang aufgrund seiner individuellen Leistungen aber der Sprung in den Erstligakader des BFC Dynamo.
In fünf von sechs Spieljahren der Oberliga von 1973/74 bis 1978/79 kam der Defensivspieler für die Ost-Berliner zum Einsatz, allein 1977/78 wurde er nicht auf dem Spielfeld aufgeboten. 28 seiner 34 Erstligapartien entfallen auf die Spielzeiten 1973/74 und 1974/75. Debütiert hatte der 1,77 Meter große Ullrich am 24. November 1973 beim Auswärtsunentschieden (1:1) des BFC bei der BSG Wismut Aue. Bis zum Ende der Spielzeit 1973/74 war er aus der Oberligaelf nicht mehr wegzudenken und stand ab diesem 11. Spieltag in allen noch ausstehenden Partien in der Startformation.
In seiner letzten Oberligasaison konnte er mit den Weinroten die erste DDR-Meisterschaft erringen. Ullrich hatte mit dem Einsatz in nur einer Partie aber einen eher geringen Anteil an der ersten von bis 1987/88 dann insgesamt zehn Goldmedaillen des BFC. Im Sommer 1979 erschien der EDV-Facharbeiter zum letzten Mal im Erstligaaufgebot des Titelverteidigers und für die Spielzeit 1980/81 im Kader der Nachwuchsoberligamannschaft, bevor sich seine Spur im höherklassigen ostdeutschen Fußball verliert.

### Auswahleinsätze
Albert Ullrich spielte für den DFV auch international: Einmal wurde er 1971 in der DDR-Juniorennationalelf aufgeboten. In der Nachwuchsauswahl bestritt er nach der vorübergehenden Eroberung des Stammplatzes beim BFC in der Oberliga in der 1. Jahreshälfte 1974 zwei Partien.

## Privates
Sein jüngerer Bruder Artur spielte ebenfalls für den BFC in der Oberliga. Mittels einer Knochenmarkspende Alberts konnte Artur eine Krebserkrankung überstehen.